# Barcarrota
Barcarrota es un municipio español, perteneciente a la provincia de Badajoz (comunidad autónoma de Extremadura). Su población es de 3473 habitantes (INE 2024).

## Símbolos
Escudo heráldico municipal
El escudo de Barcarrota fue aprobado el 22 de abril de 1986, y heráldicamente se describe así:

Escudo jaquelado, de veinticinco escaques de oro y azur. Bordura componada de ocho compones, cuatro, de gules, con castillo, de oro, almenado, mazonado de sable y aclarado de azur; y cuatro, de plata, con un león, de púrpura, rampante, linguado de gules, coronado y uñado, de oro. Al timbre, Corona Real abierta.
Mérida, 09 de octubre de 1986

## Geografía física

### Localización
Integrado en la comarca de Llanos de Olivenza, se sitúa a 48 kilómetros de la capital provincial. El término municipal está atravesado por la carretera nacional N-435, entre los pK 44 y 53, y por carreteras locales que permiten la comunicación con Salvaleón, Valverde de Leganés, Táliga e Higuera de Vargas.
| Noroeste: Olivenza                    | Norte: Badajoz y Almendral   | Noreste: Salvaleón               |
| Oeste: Olivenza                       |                              | Este: Salvaleón                  |
| Suroeste Higuera de Vargas y Olivenza | Sur: Jerez de los Caballeros | Sureste: Jerez de los Caballeros |

### Relieve
La hidrografía del término la forman el río Olivenza‚ al norte‚ y el río Alcarrache, al sur‚ que delimitan un territorio de magníficas dehesas de encinas y alcornoques con zonas más montañosas, como la sierra de Santa María, al este. El embalse del Aguijón acumula las aguas del río Alcarrache en su camino hacia el Guadiana. La altitud oscila entre los 805 m al este (Alto de Santa María) y los 310 m a orillas del río Olivenza. El pueblo se alza a 492 m sobre el nivel del mar.

### Distancias
La siguiente tabla muestra la distancia entre Barcarrota y las localidades y lugares de interés más importantes de la provincia de Badajoz, las ciudades de Extremadura y capitales de provincias españolas, utilizando para ello la distancia más rápida por carretera, lo cual implica que no necesariamente es la más corta.
| Localidades y lugares de interés | Distancia | Ciudades                  | Distancia | Capitales | Distancia |
| -------------------------------- | --------- | ------------------------- | --------- | --------- | --------- |
| Embalse de "El Ahijón"           | 10.2 km   | Almendralejo              | 56 km     | Badajoz   | 48.9 km   |
| Jerez de los Caballeros          | 25.5 km   | Zafra                     | 61 km     | Cáceres   | 157 km    |
| Olivenza                         | 39.6 km   | Villafranca de los Barros | 63.5 km   | Huelva    | 189 km    |
| Fregenal de la Sierra            | 48.3 km   | Montijo                   | 65.6 km   | Sevilla   | 197 km    |
| Elvas                            | 61.8 km   | Mérida                    | 86.4 km   | Lisboa    | 243 km    |
| Gruta de las maravillas          | 101 km    | Don Benito                | 133 km    | Córdoba   | 249 km    |
| Évora                            | 111 km    | Villanueva de la Serena   | 141 km    | Cádiz     | 314 km    |
| Medellín                         | 125 km    | Plasencia                 | 233 km    | Madrid    | 426 km    |

### Clima
Barcarrota tiene un clima mediterráneo Bsk (Clima seco, etapa fría) según la clasificación climática de Köppen.

## Historia
La zona de Barcarrota posiblemente estaba poblada desde los primeros tiempos íberos, ya que existen una serie de vestigios líticos de factura funeraria que atestiguan su temprano poblamiento. Entre estos vestigios, tenemos la mayor concentración de sepulcros prehistóricos de la provincia de Badajoz, además de contar con los dólmenes conocidos como “El Milano” y “La Lapita”, que atestiguan el poblamiento prehistórico. Hoy no se conoce ningún indicio de su antiquísimo poblamiento, ya que se presume que los cimientos del asentamiento actual fueron obra de los árabes durante la invasión y repoblación de aquella zona. Posteriormente a los avatares de la Reconquista, Barcarrota se convirtió en feudo del obispado de Badajoz.
En 1336, durante el reinado de Alfonso XI de Castilla, las tropas del rey Alfonso IV de Portugal sitiaron la ciudad de Badajoz, y poco después, las tropas castellanas a las órdenes de Enrique Enríquez el Mozo, bisnieto de Fernando III, Pedro Ponce de León el Viejo, señor de Marchena, y Juan Alonso Pérez de Guzmán, segundo señor de Sanlúcar de Barrameda, derrotaron a las tropas del rey Alfonso IV de Portugal en la batalla de Villanueva de Barcarrota, y con su victoria obligaron al rey de Portugal a levantar el asedio de Badajoz.
Plaza de importancia estratégica, Barcarrota era codiciada por Juan Alfonso de Alburquerque, ya que este poseía en la región otras poblaciones de importancia. Juan Alfonso de Alburquerque consiguió en 1344 que Alfonso XI el Justiciero le vendiera la villa de Barcarrota, pero no se llevó a cabo la transacción por las protestas que se suscitaron entonces, y Barcarrota quedaría como feudo de Badajoz.
Durante el reinado del primer Trastámara, Enrique II el de las Mercedes, Barcarrota fue cedida a Fernán Sánchez de Badajoz por los servicios prestados a la Corona, y permaneció bajo el dominio de esta familia hasta mediados del siglo XV, en que el rey Juan II de Castilla, padre de Isabel la Católica, la entregó al Marqués de Villena. Durante el reinado del emperador Carlos I de España, Barcarrota fue cedida en 1539 a Juan Portocarrero, IX señor de Moguer y marqués de Villanueva del Fresno, el cual acabaría entroncando con las casas de Alba y de Montijo.
Por su situación en el área de Olivenza, Barcarrota sufrió las consecuencias de las campañas militares resultado de la disputa territorial entre portugueses y castellanos, desde antes de la guerra de los Cien Años. Durante la Guerra de Separación de Portugal, Barcarrota sufriría también la devastación y el asedio constante de los ejércitos portugueses, al igual que lo sufriría Valverde de Leganés y los demás pueblos fronterizos de la comarca.
La Guerra de Sucesión a la Corona española, también produciría devastadores efectos en la comarca, donde los españoles que residían en aquellos contornos iban a soportar grandes penalidades, teniendo que abandonar sus casas y haciendas para evitar perder la vida en aquellos momentos de incertidumbre.

### Conquista americana
La villa de Barcarrota, de vieja historia y rancia solera, no podía quedar ajena al proceso explorador y conquistador del territorio americano desde el Sur de Norteamérica hasta el Estrecho de Magallanes. Barcarrota contribuyó a ese proceso con más de un centenar de conquistadores y pobladores. 
Entre los capitanes más destacados figuran el capitán Gómez de Tordoya y Juan de Acosta, conquistadores de Perú, y Francisco de la Bastida, que como componente de los que actuaron con Diego García de Paredes, se encuentra entre los que fundaron Trujillo en Venezuela. Rodrigo de la Bastida, padre de Francisco, fue gobernador de la Provincia de Venezuela entre 1534 y 1535. También nació en Barcarrota el famoso conquistador Hernando de Soto, descubridor de Florida. La familia de De Soto poseía en la villa de Barcarrota propiedades rústicas. Este adelantado, conquistador y explorador estuvo en tierras de Norte, Centro y Sudamérica.

### Época Contemporánea
A la caída del Antiguo Régimen la localidad se constituye en municipio constitucional en la región de Extremadura. Desde 1834 quedó integrado en el Partido judicial de Jerez de los Caballeros. En el censo de 1842 contaba con 1021 hogares y 2982 vecinos.
El 21 de abril de 2009 junto con otras localidades extremeñas del sur de Badajoz y otras del Alentejo, constituyó una Agrupación Territorial Europea. Así mismo, el Ayuntamiento ha iniciado los trámites para dejar de pertenecer a la Mancomunidad Integral de Olivenza e incorporarse a la Mancomunidad de Sierra de Jerez, ya que pertenece desde hace muchos años a dicho Partido Judicial y socioeconómicamente está más relacionada nuestra localidad con los pueblos que integran este organismo.

## Demografía
Barcarrota cuenta con una población de 3473 habitantes (INE 2024).
| Gráfica de evolución demográfica de Barcarrota entre 1842 y 2021                                                      |
| |
| Población de derecho según los censos de población del INE. Población de hecho según los censos de población del INE. |

## Administración y política

### Alcaldía
En el periodo 2015-2019, el alcalde del ayuntamiento de Barcarrota es Alfonso Macías Gata, y está formado por 11 concejales, de los cuales 5 son del PP, 4 del PSOE y 2 de la coalición GANEMOS - IU - LV.
| PP                |  | D. Alfonso Carlos Macias Gata | 5 |
| PSOE              |  | D. Antonio Mª Velasco Pérez   | 4 |
| GANEMOS - IU - LV |  | Dª Dolores Asensio Durán      | 2 |

Equipo de gobierno
La gestión ejecutiva municipal está organizada en distintas áreas al frente de las cuales hay concejales con un delegado del área, que será un concejal del equipo de gobierno y en donde el alcalde se integra como miembro nato de todas ellas. Las áreas actuales de gestión del Ayuntamiento son las siguientes:
- Comisión de personal, régimen interior, urbanismo y medio ambiente.
- Comisión de deporte y actividad agraria.
- Comisión de servicios sociales, mayores y mujer.
- Comisión de obras y servicios municipales.
- Comisión de cultura, educación y desarrollo local.
- Comisión de festejos y juventud.

### Administraciones públicas
Administración autonómica
La Junta de Extremadura posee las competencias concernientes a educación, ejercidas por la Consejería de Educación, encargada de la gestión tanto del profesorado como de los centros educativos, y sanidad, a través del SES, que gestiona los servicios sanitarios del municipio.
Administración municipal
La administración local del municipio corre a cargo de un ayuntamiento de gestión democrática, cuyos componentes se eligen cada cuatro años por sufragio universal. El censo electoral está compuesto por todos los residentes empadronados en Barcarrota mayores de 18 años, nacionales de España y de los otros países miembros de la Unión Europea. Según lo dispuesto en la Ley del Régimen Electoral General, que establece el número de concejales elegibles en función de la población del municipio, la Corporación Municipal está formada por 11 concejales.
Administración judicial
Barcarrota forma parte del conjunto de 9 municipios que forma el partido judicial de Jerez de los Caballeros el cual se sitúa en el extremo sudoccidental de la Sierra de María Andrés.

## Comunicaciones

### Carreteras
La carretera más importante que pasa por Barcarrota es la nacional  N-435 , que conecta con Badajoz y La Albuera en sentido Norte, y Jerez de los Caballeros, Fregenal de la Sierra y Huelva en sentido Sur.
| Nombre | Lugar de entrada a la localidad | Lugares a los que va                                    |
| ------ | ------------------------------- | ------------------------------------------------------- |
| N-435  | Norte                           | Almendral, La Albuera y Badajoz                         |
| BA-026 | Noroeste                        | Valverde de Leganés                                     |
| EX-313 | Oeste                           | Táliga y Alconchel                                      |
| BA-025 | Suroeste                        | Higuera de Vargas                                       |
| N-435  | Sur                             | Jerez de los Caballeros, Fregenal de la Sierra y Huelva |
| EX-313 | Este                            | Salvaleón, Salvatierra de los Barros y Zafra            |

### Transporte público
Taxis
Existe una parada de taxis en la calle Portugal, en la entrada del parque.
Autobús
La parada de autobús se encuentra en la calle Portugal, junto a la parada de taxis.
Ferrocarril
La estación de tren más cercana a Barcarrota es la estación de Badajoz localizada a 50 km.
Transporte aéreo
El aeropuerto regional y nacional más cercanos a Barcarrota es el aeropuerto de Badajoz situado a 50 km.

Los aeropuertos internacionales más cercanos en territorio español son los de aeropuerto de Sevilla situado a 200 km y el aeropuerto de Madrid-Barajas a 442 km.

Los más cercanos en territorio portugués son el aeropuerto de Lisboa a 240 km.

## Patrimonio
En el municipio de Barcarrota se encuentran los siguientes monumentos civiles, militares y religiosos:

### Civil
- Plaza de España, con el ayuntamiento
- Círculo de la fraternidad, también conocido como "Casino" es una sociedad constituida en 1899, que cuenta con un edificio de estilo Art Nouveau, de finales del XIX y varias casas de estilo modernista en su perímetro.[12]
- Dolmen "El Milano" se encuentra en la carretera EX-313, dirección Táliga, es un monumento megalítico que fue utilizado como sepultura.[13]
- Dolmen "San Blas", monumento megalítico situado 5 km al oeste de la localidad que fue utilizado como sepultura.[14]
- Dolmen "La Rana", monumento megalítico que fue utilizado como sepultura.[15]

### Militar
- Castillo de las siete torres: construcción del siglo XIV, en el que destaca la torre del homenaje, rectangular, en mampostería reforzada por sillares angulares y con muros de gran grosor. Fue fortaleza dependiente de Badajoz y perteneció a la Orden de Alcántara. Finalmente, formó parte de las posesiones de los condes de Montijo. Actualmente se aprovecha el patio de armas como plaza de toros.

### Religioso
- Iglesia de la Virgen: dedicada a Nuestra Señora de Soterraño, esta iglesia es una joya del gótico. En su origen fue un pequeño santuario que al finalizar el siglo XVI se había convertido en una iglesia constituida por una sola nave gótica de belleza incomparable. La patrona, la Virgen del Soterraño, ocupa el centro de un espléndido retablo barroco, que, junto con un Cristo Gótico y dos hermosas pinturas, una de Morales y otra de Covarsí, son las más notables desde el punto de vista artístico junto con diversas obras de rejería local. La talla de la Virgen es de origen incierto, probablemente visigótico.[16]
- Iglesia de Santiago Apóstol: de carácter austero y casi monacal, fue construida en el siglo XIII recién conquistado el territorio a los árabes. Construida dentro del románico de transición ofrece una hermosa nave central de medio punto y dos naves laterales, más estrechas de estilo ojival. Destaca su hermoso retablo policromado, del siglo XVIII. Conserva del románico su orientación al Este y el grosor de sus muros, así como algunas pinturas geométricas. Posee además una urna cineraria romana y un cuadro de la sevillana representando a Santa Justa y Rufina de muy hermosa factura.[16]

## Cultura
En 1992, durante la reforma de una casa, se descubrió, dentro de una pared, un conjunto de diez libros, más un manuscrito, depositados o mejor dicho escondidos allí en el siglo XVI. A esta colección se ha dado el nombre de Biblioteca de Barcarrota, y ha sido el sujeto de varias investigaciones.

## Patrimonio cultural inmaterial

### Festividades
- Carnavales, siendo el desfile del pueblo el sábado de carnaval, en donde desfilan las comparsas locales Anuva y Makumbas junto con artefactos y grupos menores. Además, dichas comparsas desfilan el domingo en el gran desfile de comparsas del carnaval de Badajoz, anteriormente, también contó con la comparsa, ya desaparecida, Los tercerones.
- Semana Santa, con procesiones el Domingo de Ramos, Jueves Santo, Viernes Santo y Domingo de Resurrección
- Certamen gastronómico del cerdo iberico, se celebra el tercer fin de semana de abril.
- Romería en honor de san Isidro, el 15 de mayo.
- Fiesta del emigrante a mediados de agosto.
- Ferias y fiestas patronales del 7 al 12 de septiembre en honor a la Virgen del Soterraño.

## Ciudades hermanadas
- Bradenton, Estados Unidos.
- Palmela, Portugal.